# Марковский, Леонид Николаевич
Леонид Николаевич Марковский (21 ноября 1939, Гродеково, Приморский край — 3 февраля 1998, Киев) — советский и украинский химик-органик, специалист в области элементоорганической химии.

## Биография
Родился в посёлке Гродеково Уссурийской области Приморского края (Россия).
В 1961 году окончил Львовский политехнический институт.
С 1963 года — аспирант Института органической химии АН УССР, с 1967 года — кандидат химических наук, с 1969 года — старший научный сотрудник, с 1973 года — заведующий отделом химии антипиренов (теперь отдел химии фосфоранов), одновременно заместитель директора Института по научной работе, доктор химических наук (1974), профессор (1976). Член-корреспондент АН УССР (1978), академик АН УССР (1983), директор Института (1983—1998).
Умер 3 февраля 1998 года. Похоронен в Киеве на Байковом кладбище.

## Научная деятельность
Выполнил фундаментальные исследования по химии органических соединений фосфора, серы, селена, теллура, фтора, химии стабильных радикалов, супрамолекулярной химии, химии и технологии антипиренов и термостабилизаторов полимерных композиций.
Разработал огнестойкие композиции для ракетнокосмической техники (1984) и эластичные огнестойкие пенополиуретаны различного назначения (1994).
Подготовил 5 докторов и 29 кандидатов химических наук. Автор 585 научных трудов.

## Награды
- Орден «Знак Почёта» (1986);
- Государственная премия УССР в области науки и техники (14 декабря 1991) — за цикл научных работ «Макроциклические соединения: синтез, структура, свойства»[1].